# Jonathan Bowlan
Jonathan Bowlan (Arlington, Tennessee, 1 de diciembre de 1996), más conocido como Jonathan Bowlan, es un jugador profesional estadounidense de béisbol que se desempeña en la posición de lanzador en Kansas City Royals, equipo de las Grandes Ligas de Béisbol (MLB).

## Carrera
En 2023, Bowlan hizo su debut en la MLB con el equipo Kansas City Royals, donde lleva jugando dos temporadas.